# Spondylocladiella botrytioides
Spondylocladiella botrytioides är en svampart som beskrevs av Linder 1934. Spondylocladiella botrytioides ingår i släktet Spondylocladiella, divisionen sporsäcksvampar och riket svampar.   Inga underarter finns listade i Catalogue of Life.